# 阿尔内·伊耶
阿尔内·伊耶（挪威語：Arne Gilje，1956年12月22日—），挪威男子赛艇运动员。他曾代表挪威参加世界赛艇锦标赛，获得二枚金牌，均来自男子轻量级双人双桨项目。